# Пресс, Уильям
Уильям Дж. Пресс (англ. William J. Press) — британский вольный борец, серебряный призёр летних Олимпийских игр 1908.
На Играх 1908 в Лондоне Пресс соревновался в весовой категории до 54,0 кг. Выиграв три схватки, он проиграл в финале и занял второе место, получив серебряную медаль.